# Freneuse-sur-Risle
Pour les articles homonymes, voir Freneuse.
Freneuse-sur-Risle est une commune française située dans le département de l'Eure en région Normandie.

## Géographie

### Localisation
La commune de Freneuse-sur-Risle se situe dans le Nord-Ouest du département de l'Eure en région Normandie.
Localisée sur les bords de la vallée de la Risle, elle appartient à la région naturelle du Lieuvin et jouxte celle de la campagne du Neubourg.
Sa superficie est de 120 ha.
|                                            | Saint-Philbert-sur-Risle | Glos-sur-Risle,             |
| Saint-Grégoire-du-Vièvre, Livet-sur-Authou | Freneuse-sur-Risle       | Glos-sur-Risle, Pont-Authou |
| Livet-sur-Authou                           | Livet-sur-Authou, Authou | Authou                      |

### Hydrographie
La commune est située dans le bassin Seine-Normandie. Elle est drainée par la Risle, un bras de la Risle, le cours d'eau 01 de la commune de Freneuse-sur-Risle, le cours d'eau 02 de la commune de Freneuse-sur-Risle, la Risle et divers autres petits cours d'eau,.
La Risle, d'une longueur de 145 km, prend sa source dans la commune de Planches et se jette  dans la Seine à Berville-sur-Mer, après avoir traversé 52 communes.Les caractéristiques hydrologiques de la Risle sont données par la station hydrologique située sur la commune de Pont-Authou. Le débit moyen mensuel est de 11,6 m3/s. Le débit moyen journalier maximum est de 88,1 m3/s, atteint lors de la crue du 26 mars 2001. Le débit instantané maximal est quant à lui de 115 m3/s, atteint le même jour.

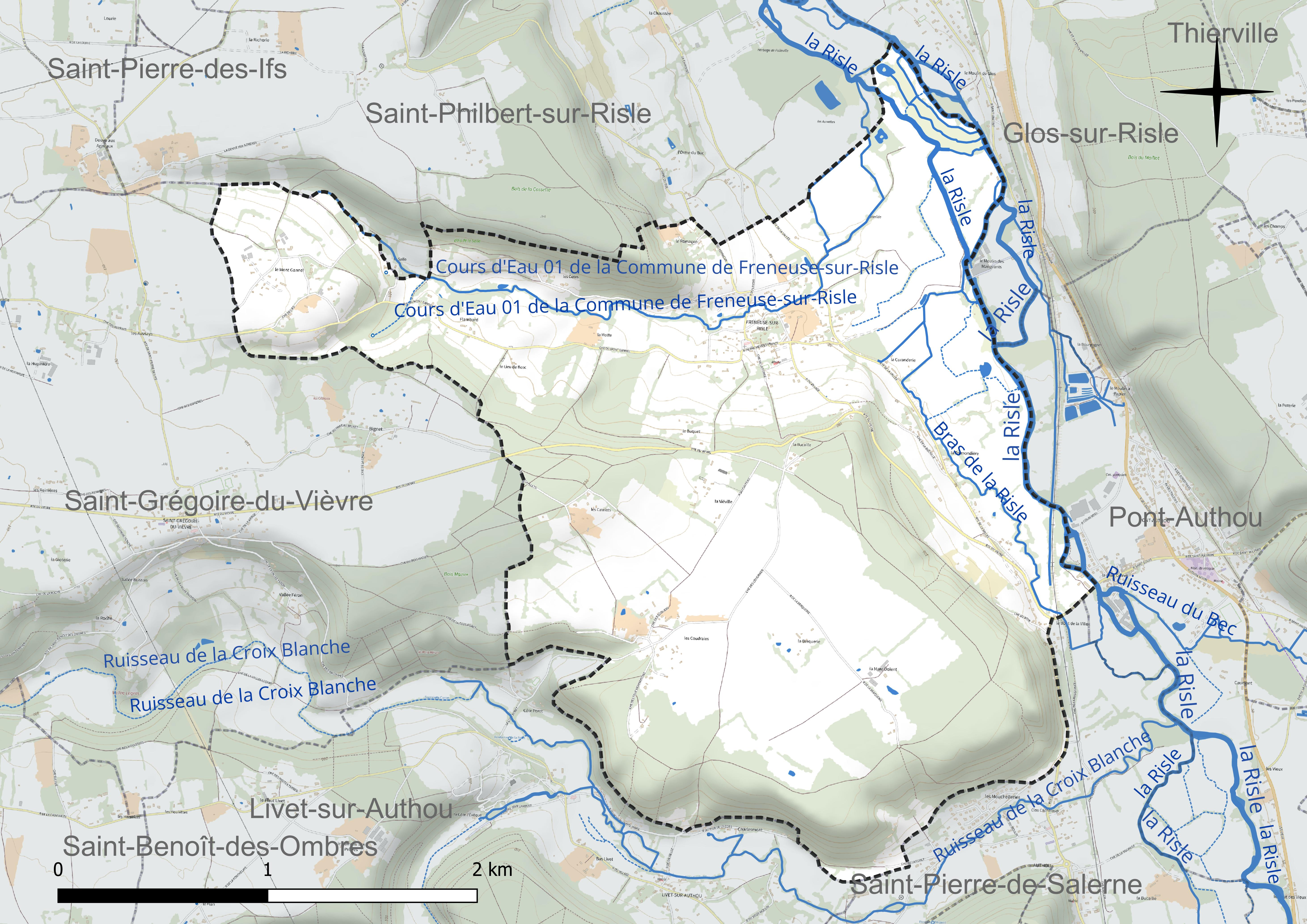
Réseau hydrographique de Freneuse-sur-Risle.

### Climat
Pour des articles plus généraux, voir Climat de la Normandie et Climat de l'Eure.
En 2010, le climat de la commune est de type climat océanique altéré, selon une étude du CNRS s'appuyant sur une série de données couvrant la période 1971-2000. En 2020, Météo-France publie une typologie des climats de la France métropolitaine dans laquelle la commune est exposée à un climat océanique et est dans la région climatique  Côtes de la Manche orientale, caractérisée par un faible ensoleillement (1 550 h/an) ; forte humidité de l’air (plus de 20 h/jour avec humidité relative > 80 % en hiver), vents forts fréquents. Parallèlement le GIEC normand, un groupe régional d’experts sur le climat, différencie quant à lui, dans une étude de 2020, trois grands types de climats pour la région Normandie, nuancés à une échelle plus fine par les facteurs géographiques locaux. La commune est, selon ce zonage, exposée à un « climat contrasté des collines », correspondant au Pays d’Auge, Lieuvin et Roumois, moins directement soumis aux flux océaniques et connaissant toutefois des précipitations assez marquées en raison des reliefs collinaires qui favorisent leur formation.
Pour la période 1971-2000, la température annuelle moyenne est de 10,8 °C, avec  une amplitude thermique annuelle de 13,3 °C. Le cumul annuel moyen de précipitations est de 763 mm, avec 11,9 jours de précipitations en janvier et 8 jours en juillet. Pour la période 1991-2020, la température moyenne annuelle observée sur la station météorologique la plus proche, située sur la commune de Brionne à 7 km à vol d'oiseau, est de 11,5 °C et le cumul annuel moyen de précipitations est de 791,7 mm,. Pour l'avenir, les paramètres climatiques de la commune estimés pour 2050 selon différents scénarios d’émission de gaz à effet de serre sont consultables sur un site dédié publié par Météo-France en novembre 2022.

## Urbanisme

### Typologie
Au 1er janvier 2024, Freneuse-sur-Risle est catégorisée commune rurale à habitat dispersé, selon la nouvelle grille communale de densité à 7 niveaux définie par l'Insee en 2022.
Elle est située hors unité urbaine et hors attraction des villes,.

### Occupation des sols
L'occupation des sols de la commune, telle qu'elle ressort de la base de données européenne d’occupation biophysique des sols Corine Land Cover (CLC), est marquée par l'importance des territoires agricoles (61,6 % en 2018), une proportion identique à celle de 1990 (61,6 %). La répartition détaillée en 2018 est la suivante : 
prairies (48,7 %), forêts (34,8 %), terres arables (11,4 %), zones urbanisées (3,6 %), zones agricoles hétérogènes (1,5 %). L'évolution de l’occupation des sols de la commune et de ses infrastructures peut être observée sur les différentes représentations cartographiques du territoire : la carte de Cassini (XVIIIe siècle), la carte d'état-major (1820-1866) et les cartes ou photos aériennes de l'IGN pour la période actuelle (1950 à aujourd'hui).

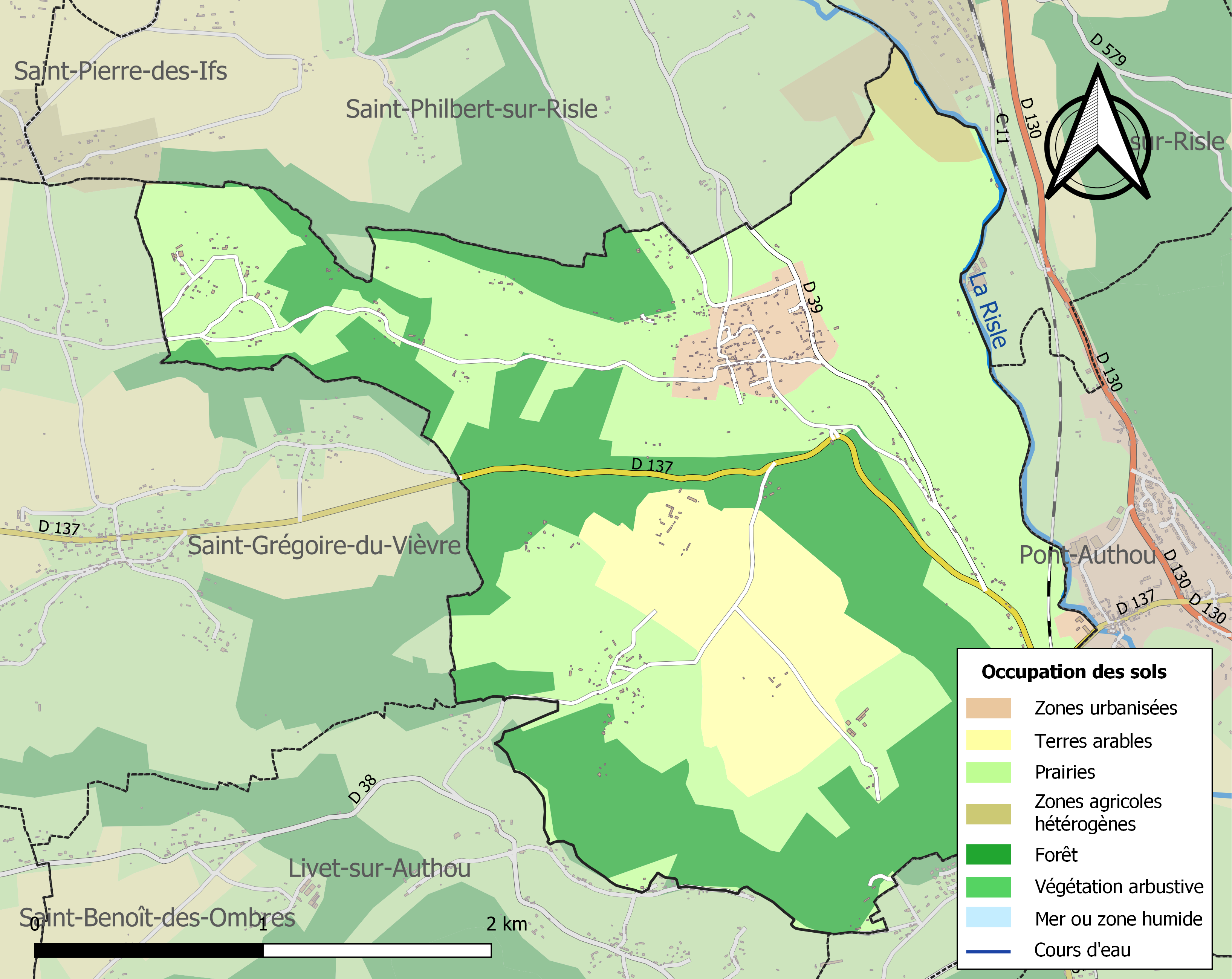
Carte des infrastructures et de l'occupation des sols de la commune en 2018 (CLC).

## Toponymie
Le nom de la localité est attesté sous la forme Frainosa en 1164 (cartlaire de Préaux), Fresnose en 1211 (cartlaire de Préaux), Fresneuse en 1722 (Masseville).
Du latin tardif Fraxinosa, « lieu où poussent des frênes », une frênaie.
La Risle est une rivière de Normandie qui s'écoule dans les départements de l'Orne et de l'Eure.

## Histoire
Freneuse se situait sur le passage de la voie Gauloise qui allait de Rouen à Lisieux.
Placé sous le patronage de saint Ouen, ce village faisait partie de la forêt du Vièvre donnée à Raoult d'Ivry pour avoir tué un ours. Son fils Jean, eut Freneuse dans son lot et il en fit don aux évêques d'Avranches.
L'alliance de Mathilde de Freneuse avec Guillaume de la Mare fit passer aux seigneurs de la Mare-Gouvis à Sainte-Opportune, la seigneurie et le patronage de la paroisse de Freneuse qu'ils possédaient sous la suzeraineté des évêques d'Avranches.
En 1541, le fief de Freneuse appartenait à Loyse de Bourbon, duchesse de Montpensier, princesse de la Roche-sur-Yon.

## Politique et administration
| Période                                  | Période   | Identité           | Étiquette | Qualité    |
| ---------------------------------------- | --------- | ------------------ | --------- | ---------- |
| avant 1981                               | ?         | Eric Dutheil       |           |            |
| mars 2001                                | mars 2008 | Marcel Blot        |           |            |
| mars 2008                                | En cours  | Étienne Brongniart | DVG       | Professeur |
| Les données manquantes sont à compléter. |           |                    |           |            |

## Démographie
L'évolution du nombre d'habitants est connue à travers les recensements de la population effectués dans la commune depuis 1793. Pour les communes de moins de 10 000 habitants, une enquête de recensement portant sur toute la population est réalisée tous les cinq ans, les populations de référence des années intermédiaires étant quant à elles estimées par interpolation ou extrapolation. Pour la commune, le premier recensement exhaustif entrant dans le cadre du nouveau dispositif a été réalisé en 2007.

En 2022, la commune comptait 336 habitants, en évolution de −6,15 % par rapport à 2016 (Eure : −0,25 %, France hors Mayotte : +2,11 %).
| 1793 | 1800 | 1806 | 1821 | 1831 | 1836 | 1841 | 1846 | 1851 |
| ---- | ---- | ---- | ---- | ---- | ---- | ---- | ---- | ---- |
| 760  | 785  | 861  | 724  | 833  | 950  | 950  | 855  | 830  |

| 1856 | 1861 | 1866 | 1872 | 1876 | 1881 | 1886 | 1891 | 1896 |
| ---- | ---- | ---- | ---- | ---- | ---- | ---- | ---- | ---- |
| 800  | 753  | 778  | 767  | 776  | 702  | 680  | 659  | 600  |

| 1901 | 1906 | 1911 | 1921 | 1926 | 1931 | 1936 | 1946 | 1954 |
| ---- | ---- | ---- | ---- | ---- | ---- | ---- | ---- | ---- |
| 626  | 523  | 480  | 432  | 449  | 488  | 416  | 460  | 454  |

| 1962 | 1968 | 1975 | 1982 | 1990 | 1999 | 2006 | 2007 | 2012 |
| ---- | ---- | ---- | ---- | ---- | ---- | ---- | ---- | ---- |
| 463  | 469  | 406  | 359  | 347  | 340  | 337  | 337  | 353  |

| 2017 | 2022 | - | - | - | - | - | - | - |
| ---- | ---- | - | - | - | - | - | - | - |
| 360  | 336  | - | - | - | - | - | - | - |

## Culture locale et patrimoine

### Lieux et monuments
La commune de Freneuse-sur-Risle compte plusieurs édifices inscrits à l'inventaire général du patrimoine culturel :
- L'église Saint-Ouen (XVe)[29]. Cette église est de plan rectangulaire classique avec chœur légèrement débordant. Elle présente quelques beaux vestiges de son ancienneté, notamment le portail occidental et la baie monolithe au fond de la nef de l'époque romane. La nef date du XVe siècle et les baies du XVIIIe siècle. Le chœur, lui, est probablement antérieur au XVe siècle. Le porche et la croix de cimetière sont du XIXe siècle. L'église était placée sous le patronage de l'évêque d'Avranches ;
- La mairie, école du XIXe siècle[30]. Elle a été édifiée d'après les plans de Perrée, certainement en 1877 ;
- Un château du XVIIIe siècle au lieu-dit la Viéville[31]. Le logis a été construit vers 1746. Il ne subsiste du colombier que le soubassement ;
- Un manoir du XVIIIe siècle au lieu-dit les Coudraies[32] ;
- Un édifice fortifié au lieu-dit la Mare Dolent[33] ;
- Un moulin datant peut-être du XVIe siècle[34] ;
- Deux maisons : l'une du XIXe siècle[35], l'autre du XVIIIe siècle au lieu-dit la Motte[36].

Autre lieu :
- Un gué situé sur le GR 224 datant de 1830 'le gué de la Salle' récemment remis en valeur [réf. nécessaire].

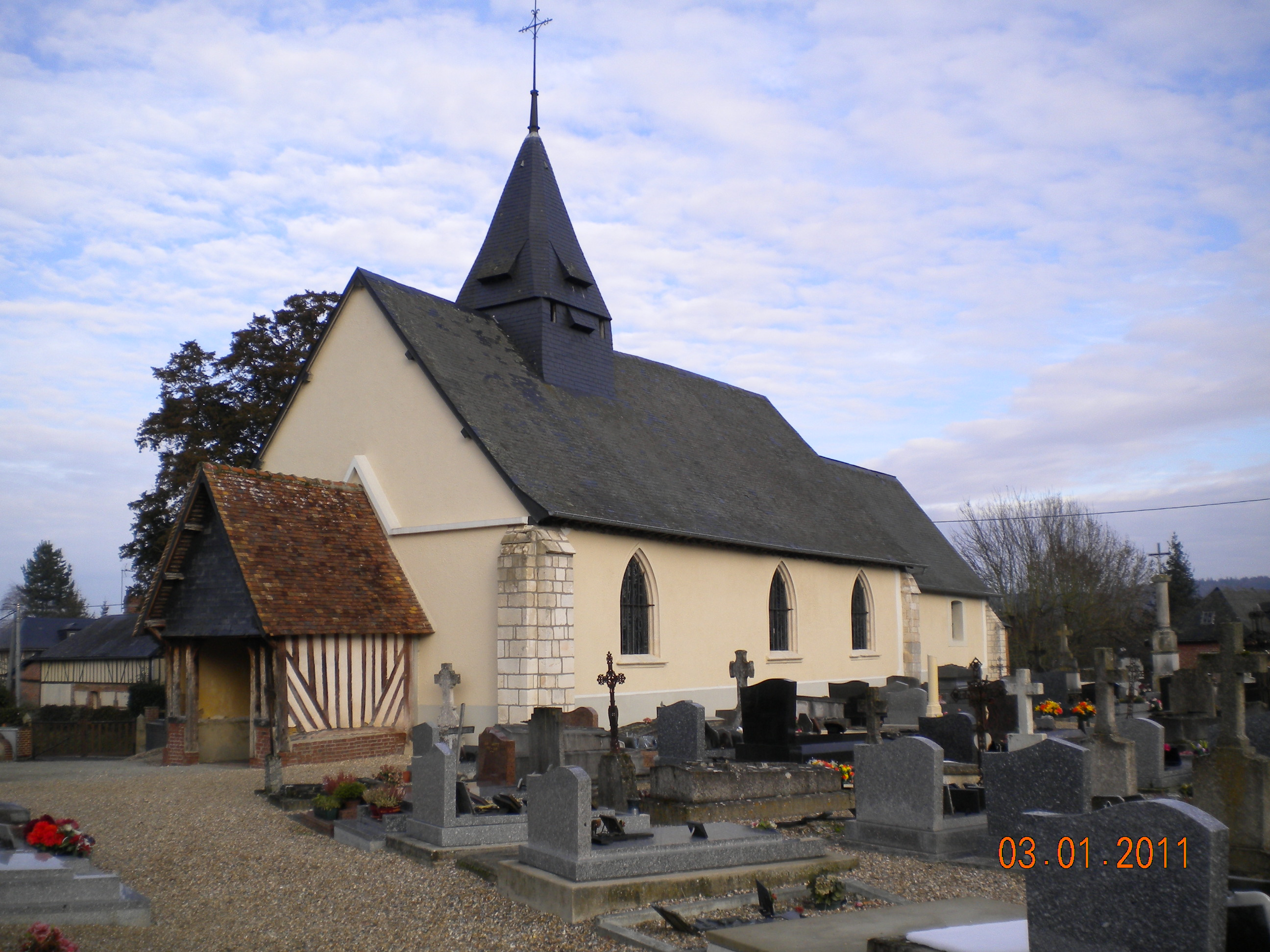
L'église Saint-Ouen.
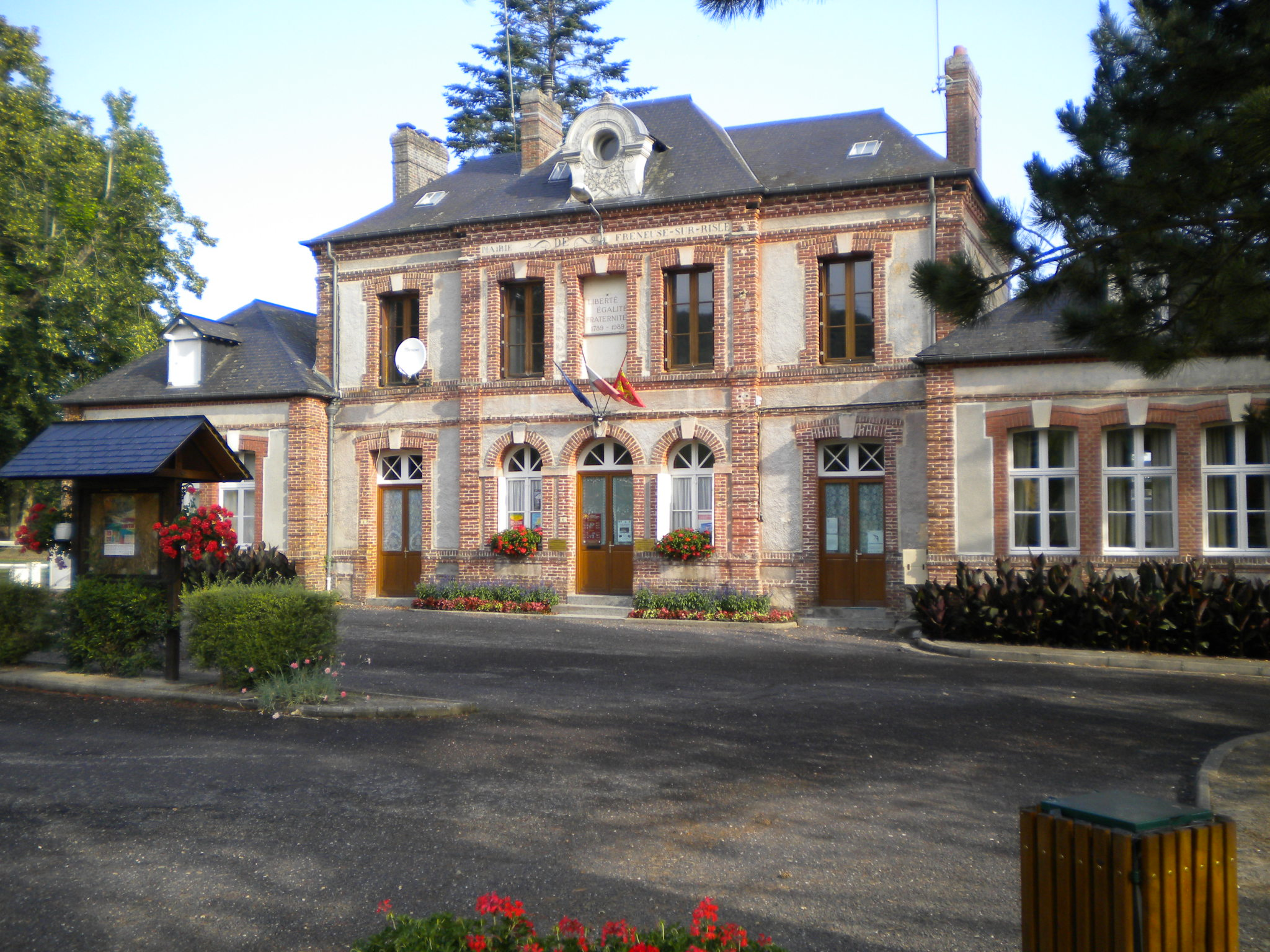
La mairie, école.
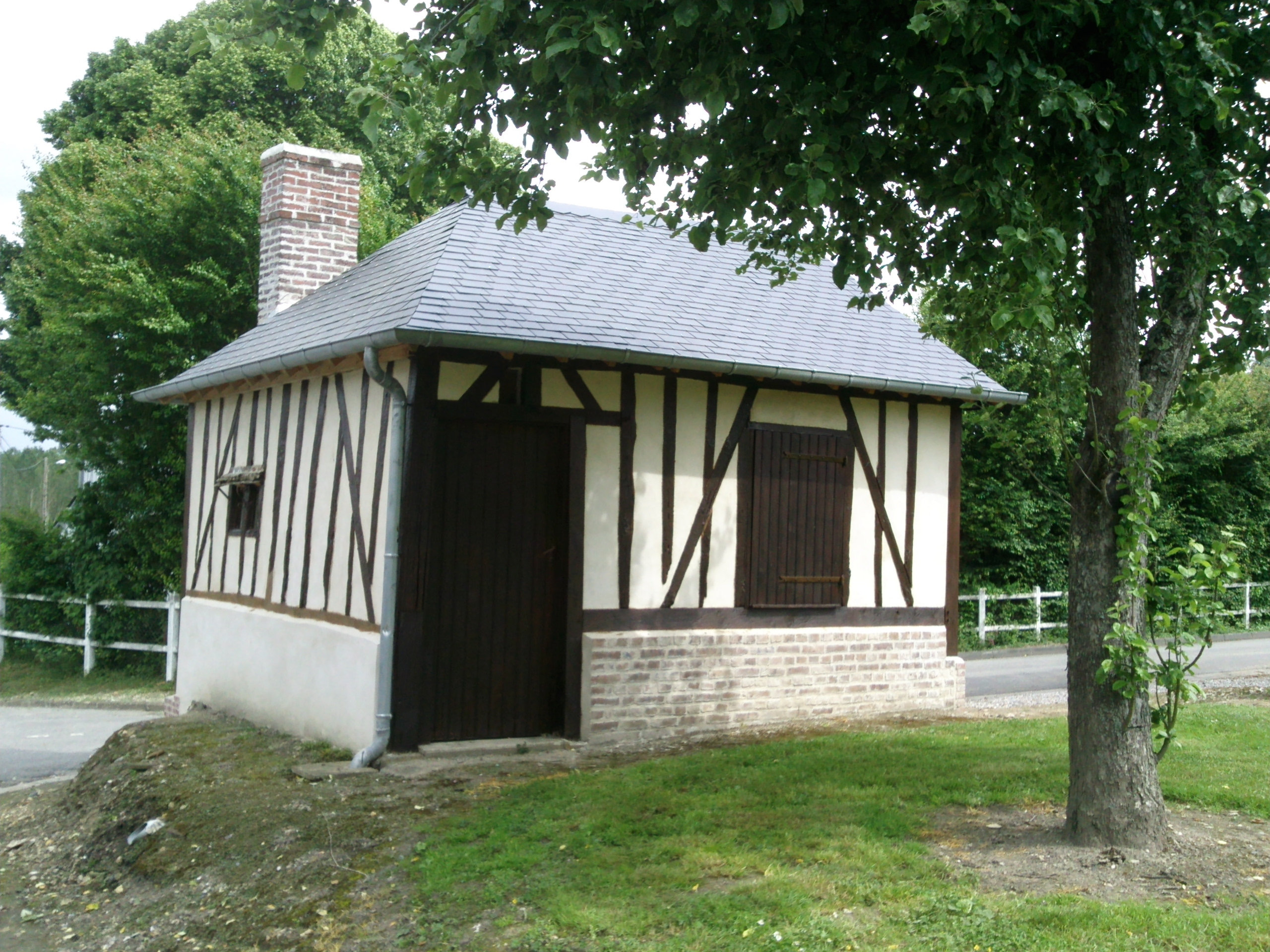
Une petite maison, rue Pierre-Mendès-France.
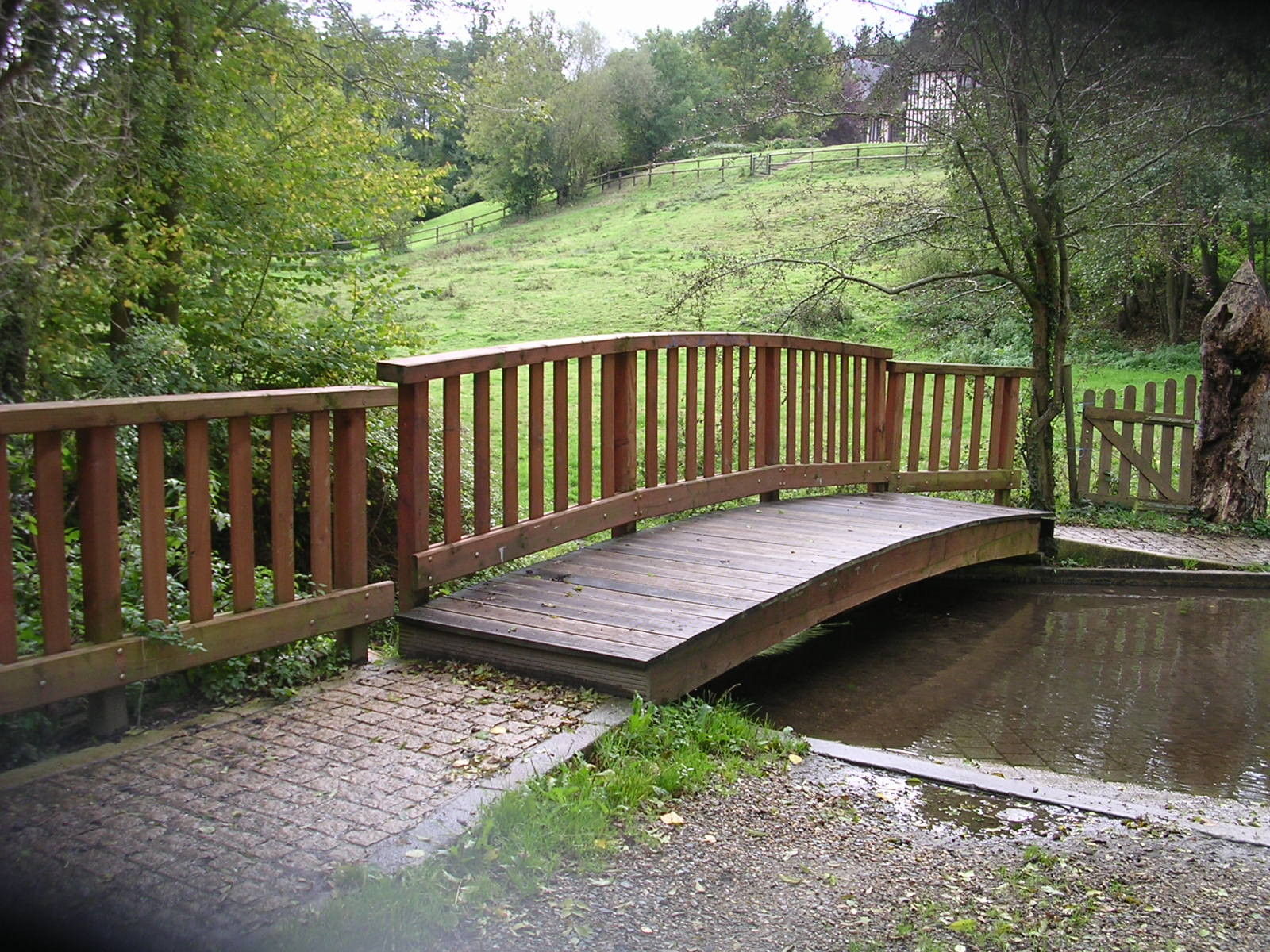
Le gué.
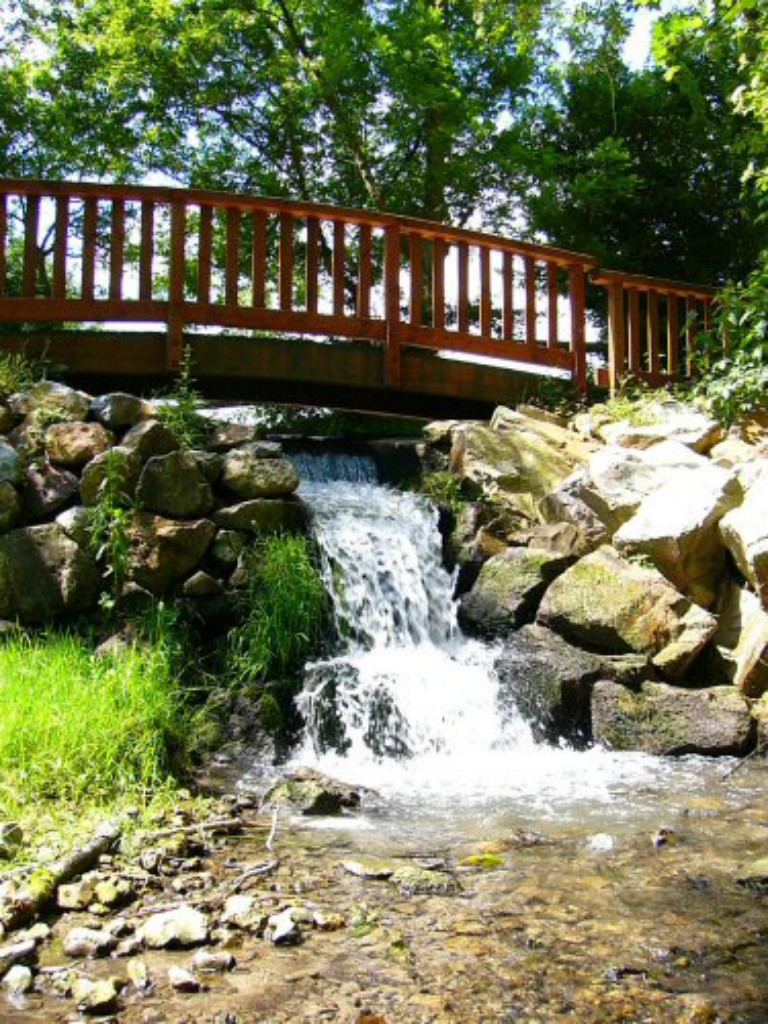
La cascade près du gué.

### Patrimoine naturel

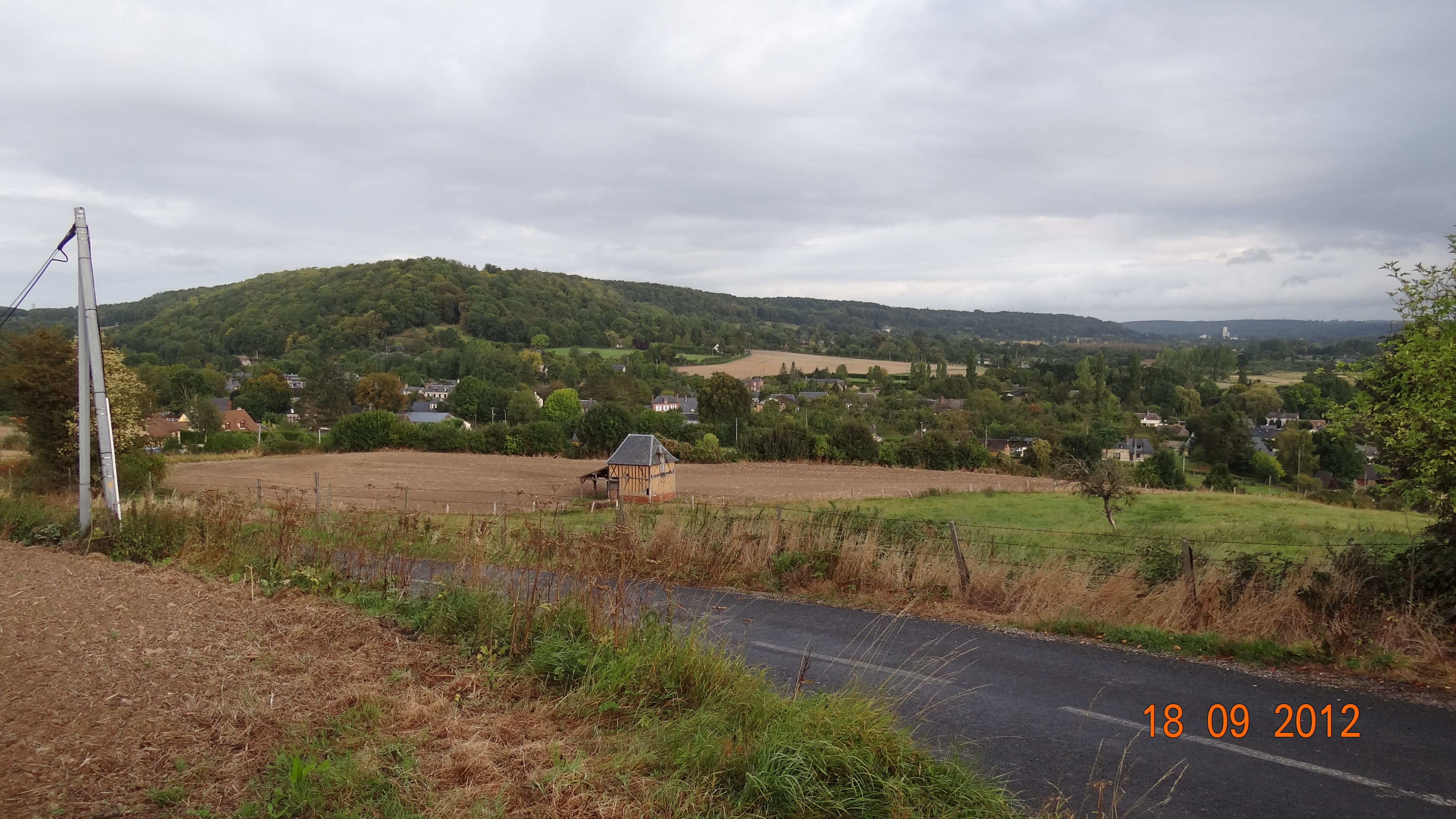
La vallée de la Risle.

#### Natura 2000
- Risle, Guiel, Charentonne[37].

#### ZNIEFF de type 2
- La vallée de la Risle de Brionne à Pont-Audemer, la forêt de Montfort[38].

#### Sites classés
- Le vallon de l'Authou  Site classé (1993)[39] ;
- Le vallée de la Risle  Site classé (1993)[40].

### Personnalités liées à la commune
- Nicolas de Grouchy, seigneur de la Marre Gouvis, chevalier de l'ordre de Saint-Louis en 1715, capitaine de vaisseau du roi en 1728, capitaine général des garde-côtes à Dieppe.
- David Hallyday et Estelle Lefébure se sont marié le 15 septembre 1989 à Freneuse-sur-Risle.

### Héraldique
|  | Les armoiries de la commune se blasonnent ainsi : d'argent au chevron d'azur chargé de trois merlettes d'or, accompagné de trois fers à cheval de sable, cloutés du champ. Brevet d'armoiries officiellement enregistré le 4 juillet 1998 sous le numéro 411/1998. |